# Маротіну-де-Жос
Маротіну-де-Жос (рум. Marotinu de Jos) — село у повіті Долж в Румунії. Входить до складу комуни Челару.
Село розташоване на відстані 161 км на захід від Бухареста, 42 км на південний схід від Крайови.

## Населення
За даними перепису населення 2002 року у селі проживали 703 особи. Усі жителі села рідною мовою назвали румунську.
Національний склад населення села:
| Національність | Кількість осіб | Відсоток |
| -------------- | -------------- | -------- |
| румуни         | 689            | 98,0%    |
| цигани         | 14             | 2,0%     |